# Le Génie de la navigation
« Cul-vers-ville » redirige ici. Pour l’article homophone, voir Cuverville.
Le Génie de la navigation est une sculpture de l’artiste toulonnais Louis-Joseph Daumas, érigée en 1847 sur le port de Toulon. 
Allégorie de l’esprit de conquête et d’exploration des grands marins, cette statue repose sur une haute base où sont mentionnés les noms des plus illustres navigateurs, de Pythéas et Néarque jusqu'à ceux de l'époque moderne. Elle a la particularité de faire face à la mer, et donc de montrer son postérieur à la mairie d’honneur de la ville, ce qui lui a valu le surnom de « Cul-vers-ville », jeu de mots facile sur le patronyme d'un commandant en chef de l'escadre de la Méditerranée, l'amiral Jules de Cuverville.

## Histoire
En 1843, Victor Clappier et Alphonse Denis, deux députés du Var font une demande auprès du ministère de l'Intérieur, qui est alors aussi chargé des Beaux-Arts, pour que l'État commande une statue à la mémoire des grands marins, statue qui serait érigée à Toulon. Ils obtiennent qu'elle soit réalisée par sculpteur Louis-Joseph Daumas, d'origine toulonnaise. 
Cette même année, dans un courrier au maire de Toulon, Daumas lui décrit les instructions du ministère pour la statue :
« La pose droite, calme et énergique, portant sur la jambe gauche, et la droite en avant. Elle saisit de la main droite la barre du gouvernail qui dirige la coquille marine sur laquelle la statue est plantée. Le bras gauche, ployé en avant, tient un sextant ; la tête, de face, et couronnée d’étoiles, plonge le regard dans l’horizon. On verra à ses pieds des attributs de marine et particulièrement la boussole. Quatre bas-reliefs décoreront le piédestal. Chacun d’eux s’harmonisera avec le sentiment de la statue, et ils détermineront dans leur ensemble les différents progrès de la navigation. »
La statue doit alors être « monumentale » (de taille supérieure à une taille humaine normale), en pierre et installée sur une « place carrée ». Le ministère accorde alors au sculpteur une somme de 8 000 francs.
Après avoir pris conseil auprès de David d'Angers qui a été son maitre, pour le choix en une composition droite ou en courbe — la courbe sera préférée pour le jeu d'ombre qu'elle permet —,  Daumas réalise un modèle en terre qui est pratiquement achevé en août 1844 et prêt à être moulé en décembre suivant. En janvier 1845, il propose à la municipalité de Toulon que la statue ne soit non pas réalisée en pierre comme prévu mais en bronze. Le temps des négociations entre la mairie et le ministère pour savoir qui prendra en charge le coût supplémentaire du moulage, 13 200 francs, et les désaccords au sein du conseil municipal font que c'est le modèle en plâtre qui est exposé au Salon à partir du 15 mars 1845 avec une brochure rédigée par Ferdinand Denis.
La statue n'y remporte pas un succès notable. Si Théophile Gauthier est plutôt positif — « M. Daumas a montré des qualités énergiques dans son Génie de la navigation. » —, Charles Baudelaire commente lui ainsi la statue : « M. Daumas est, dit-on, un chercheur. – En effet, il y a des intentions d’énergie et d’élégance dans son Génie maritime; mais c’est bien grêle.  » tandis qu'Arsène Houssaye est plus dur dans sa critique :« Le Génie de la navigation, de M. Daumas, est une figure colossale d'un style douteux, où l'on remarque de belles qualités; la tête est un peu commune : c'est la première venue, ce qui est un tort grave. Avant de couler en bronze ce modèle en plâtre, que M. Daumas retouche cette tête avec un sentiment plus vif de l'idéal. L'exécution est peut-être un peu monotone, certaines attaches manquent de nerf. Sous prétexte de montrer qu’on a des idées, il faut prendre garde de faire de vilaines jambes. Il ne faut pas dédaigner le contour en faveur du sentiment, la ligne en faveur de l'idée. »
Dès le 3 mars, le conseil municipal avait voté les fonds pour sa fabrication en bronze alors que le ministère avait demandé, pour participer au financement, d'attendre l'exposition au salon pour savoir si la statue méritait d'être coulée en bronze. Le bronze est réalisé en novembre 1845 par Ferdinand Denis. 
La statue arrive à Toulon probablement au printemps 1846 mais elle n'est installée qu'au printemps suivant au carré du port, le temps de faire réaliser le socle en marbre et les bas reliefs en bronze. Elle est inaugurée le 1er mai 1847, jour de la fête du Roi, une ode de Charles Poncy est lue au public et le maire dans son discours rappelle ce que Toulon doit à la Marine et la mission civilisatrice de l’empire colonial français, la statue devenant, outre un hommage aux marins, le symbole de cette mission.  
La statue est retirée lors de la construction des immeubles en face du port après la guerre et réinstallée ensuite un peu plus en retrait. Lors des municipales de juin 1995 et à la faveur d'une triangulaire,  Jean-Marie Le Chevallier, alors membre du Front national, est élu maire de Toulon. L'une de ses premières décisions est de réinstaller la sculpture, après référendum, sur le carré du port, là où elle avait été inaugurée à l’origine.
Un groupe de Toulonnais, opposé à la nouvelle municipalité et décidé à informer la population sur les actions de celle-ci, choisit malicieusement Cuverville pour symbole de leur démarche et pour titre d’un mensuel satirique devenu plus tard webzine.

## Plaisanteries sur la statue
Outre le jeu de mots sur son surnom de Cul vers la ville, de nombreuses plaisanteries ont été suscitées localement par cette statue, l’une des plus connues veut que le geste du doigt du génie de la mer appuie ses supposées paroles : « Dépêchez vous de me rapporter ma chemise, voilà que le Mistral vient de me l'emporter ».

## Galerie d'images

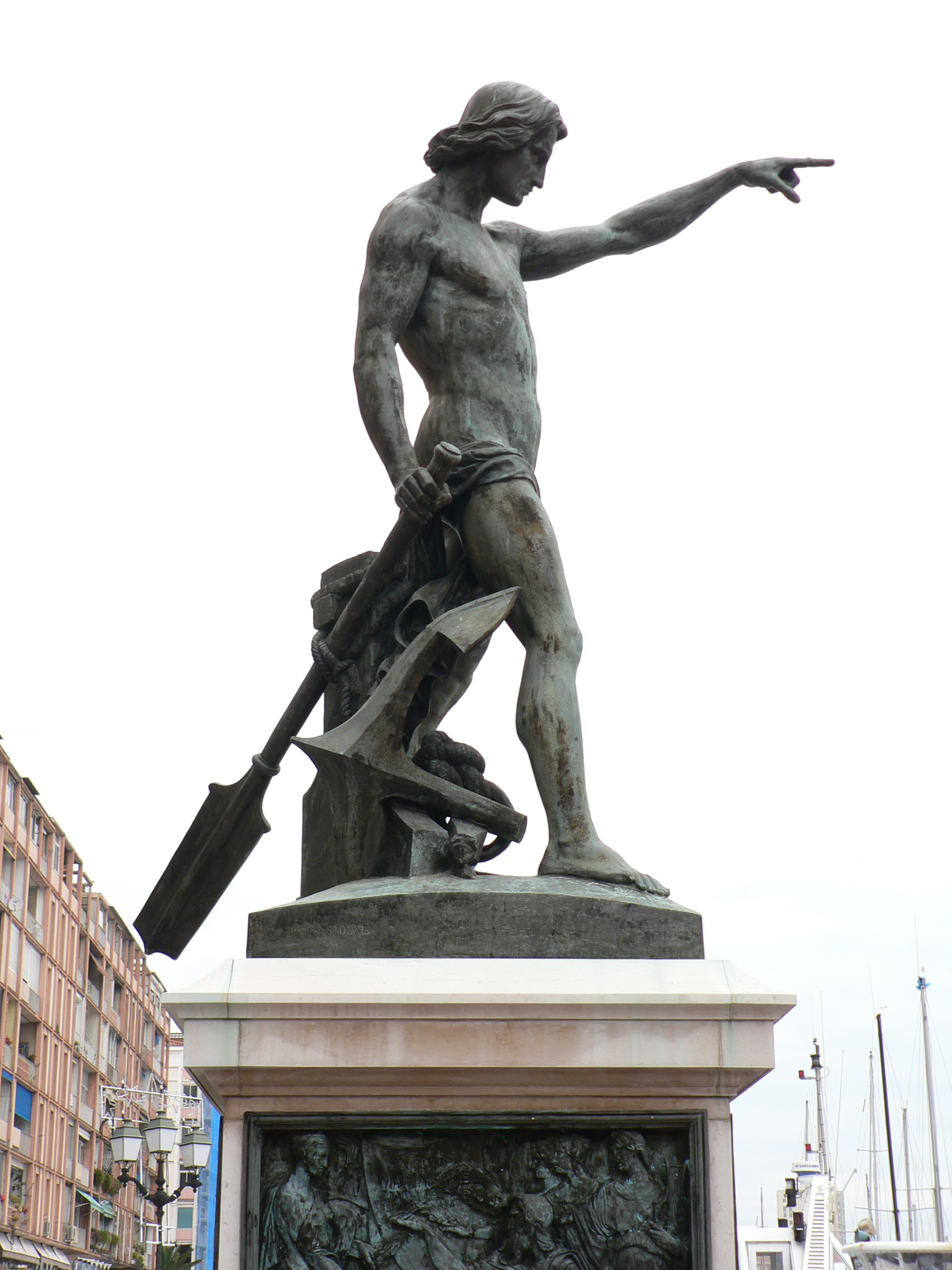
Génie de la navigation (vue du côté  droit)
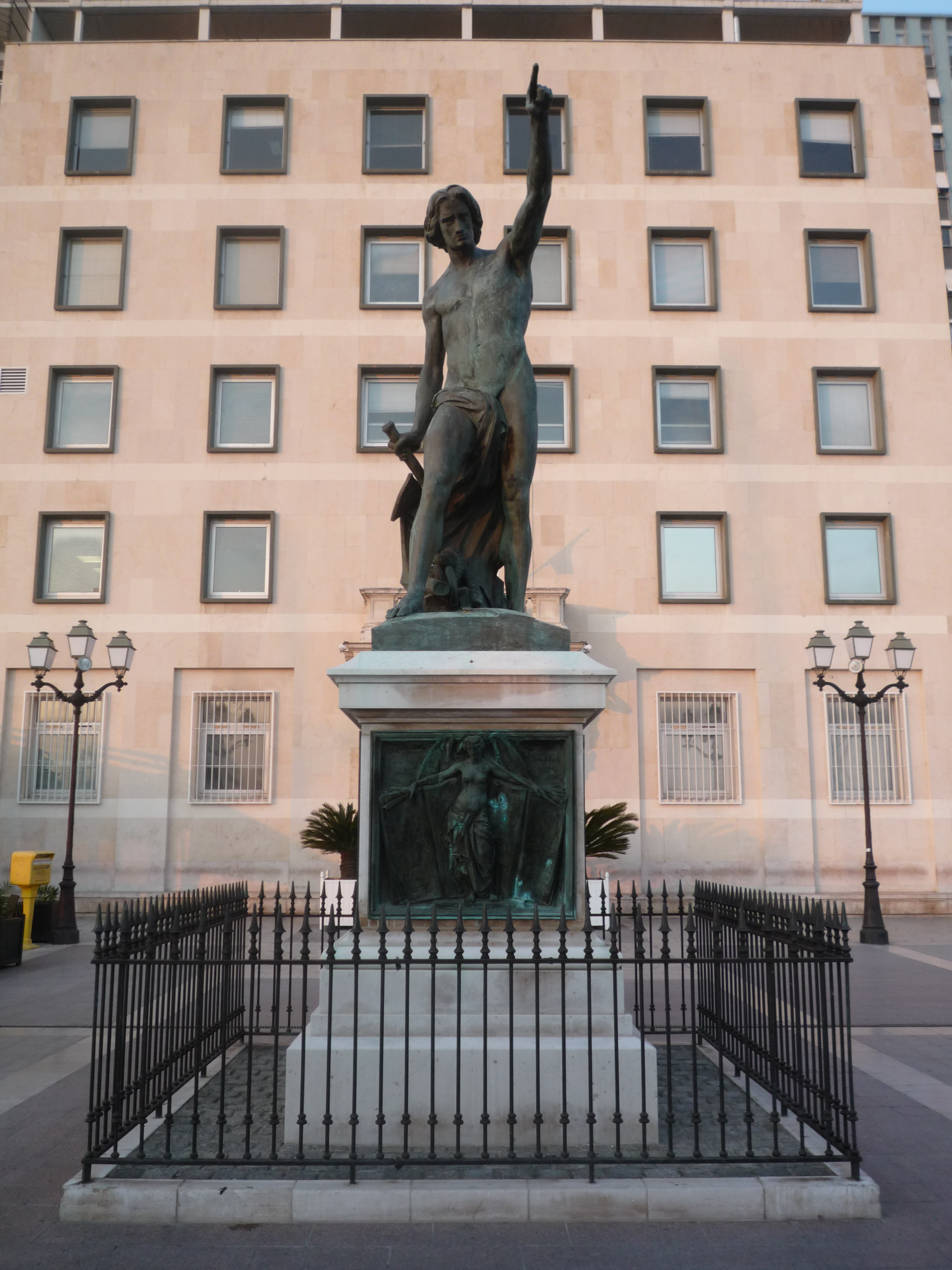
Génie de la navigation (vue de face)
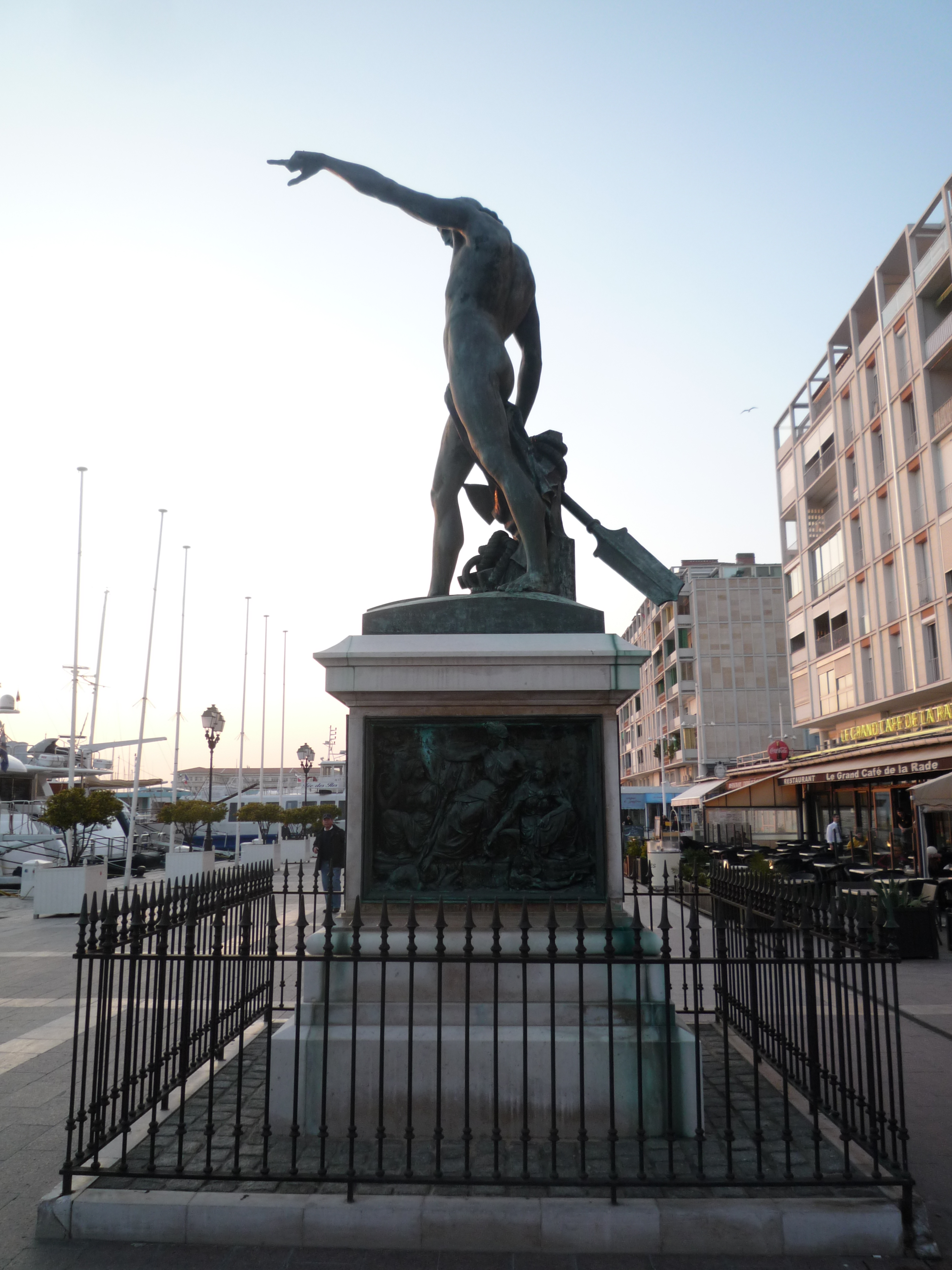
Génie de la navigation (vue du côté gauche)
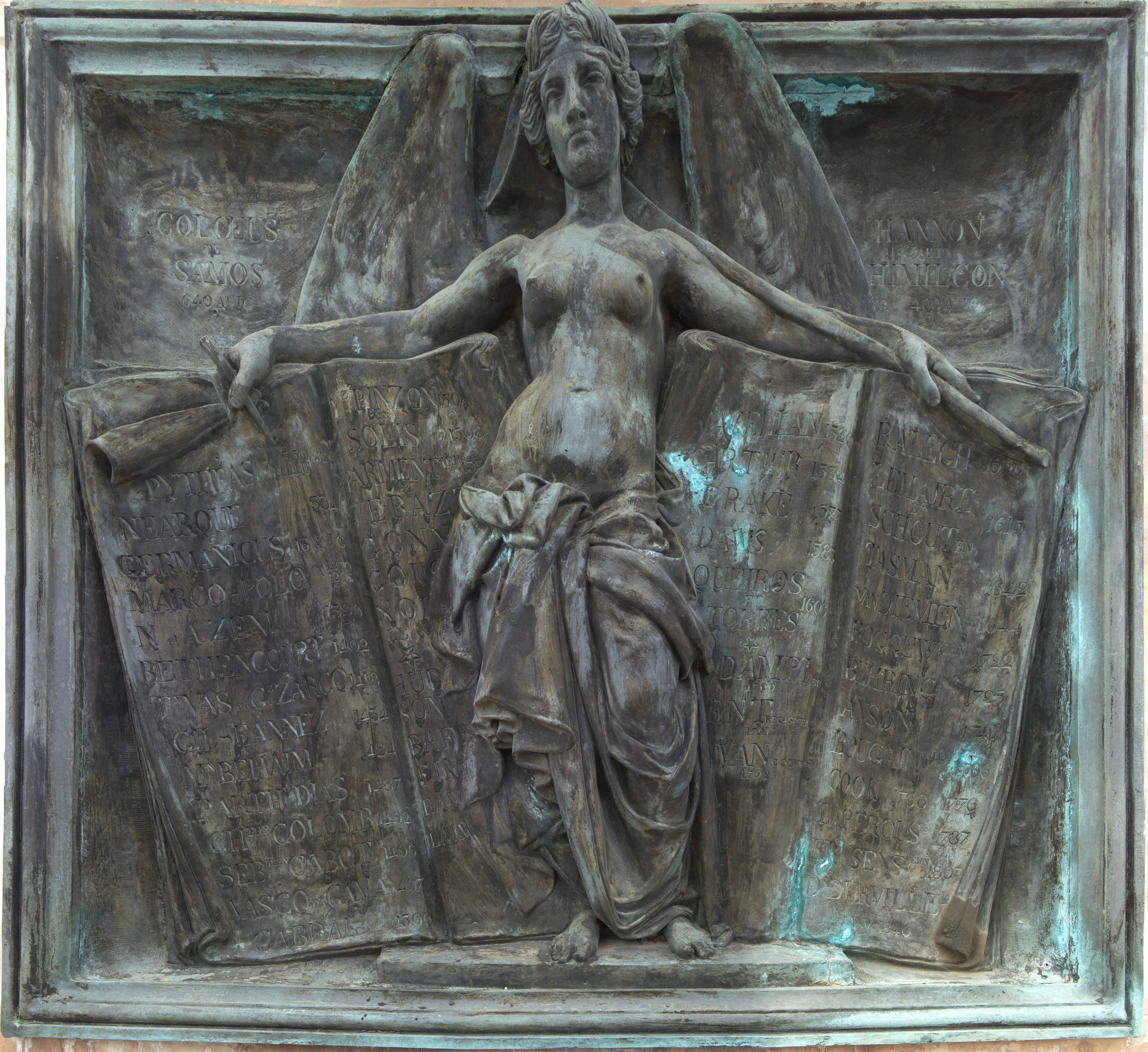
Génie de la navigation (Bas Relief devant)
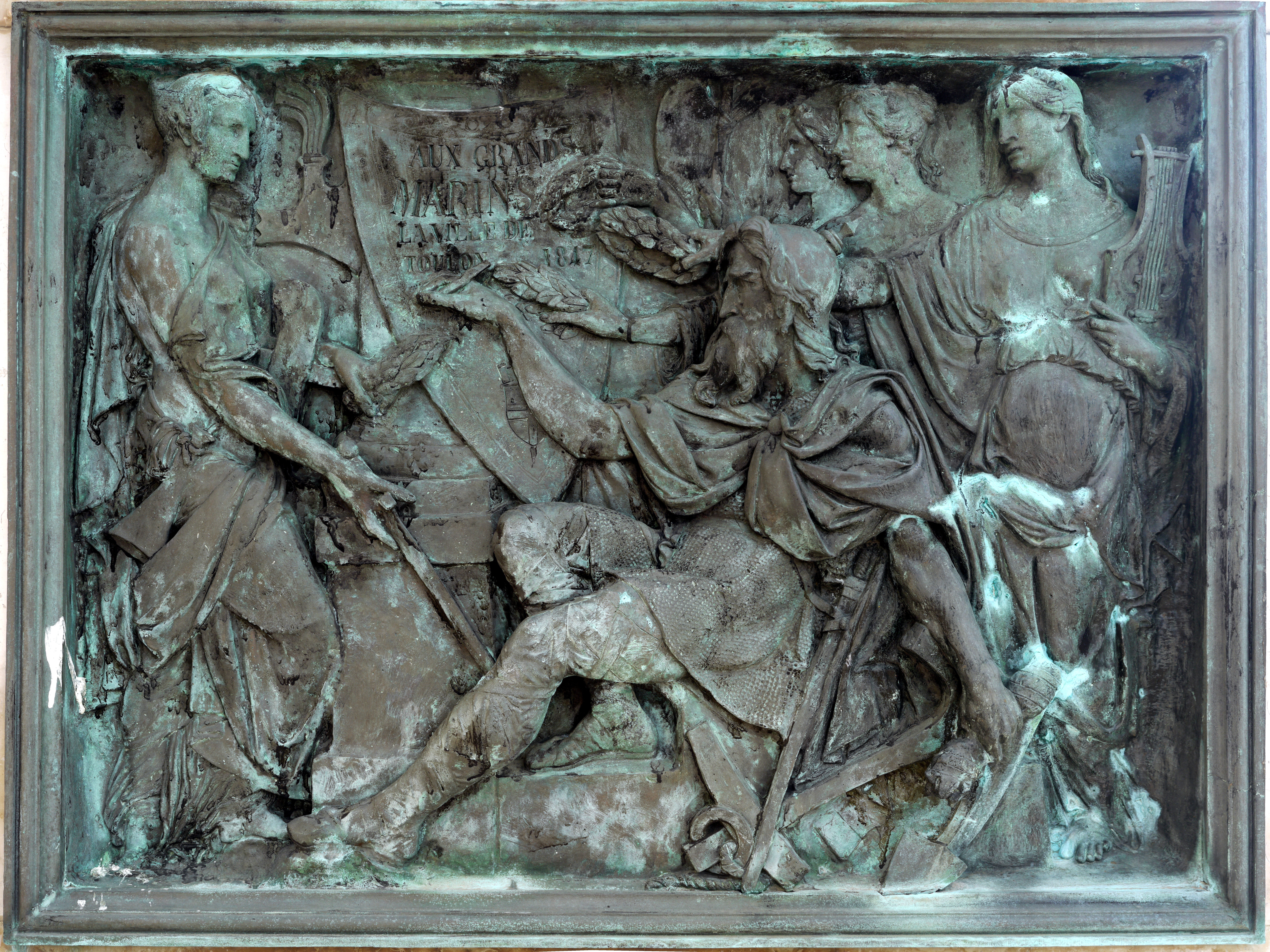
Génie de la navigation (Bas Relief côté droit)
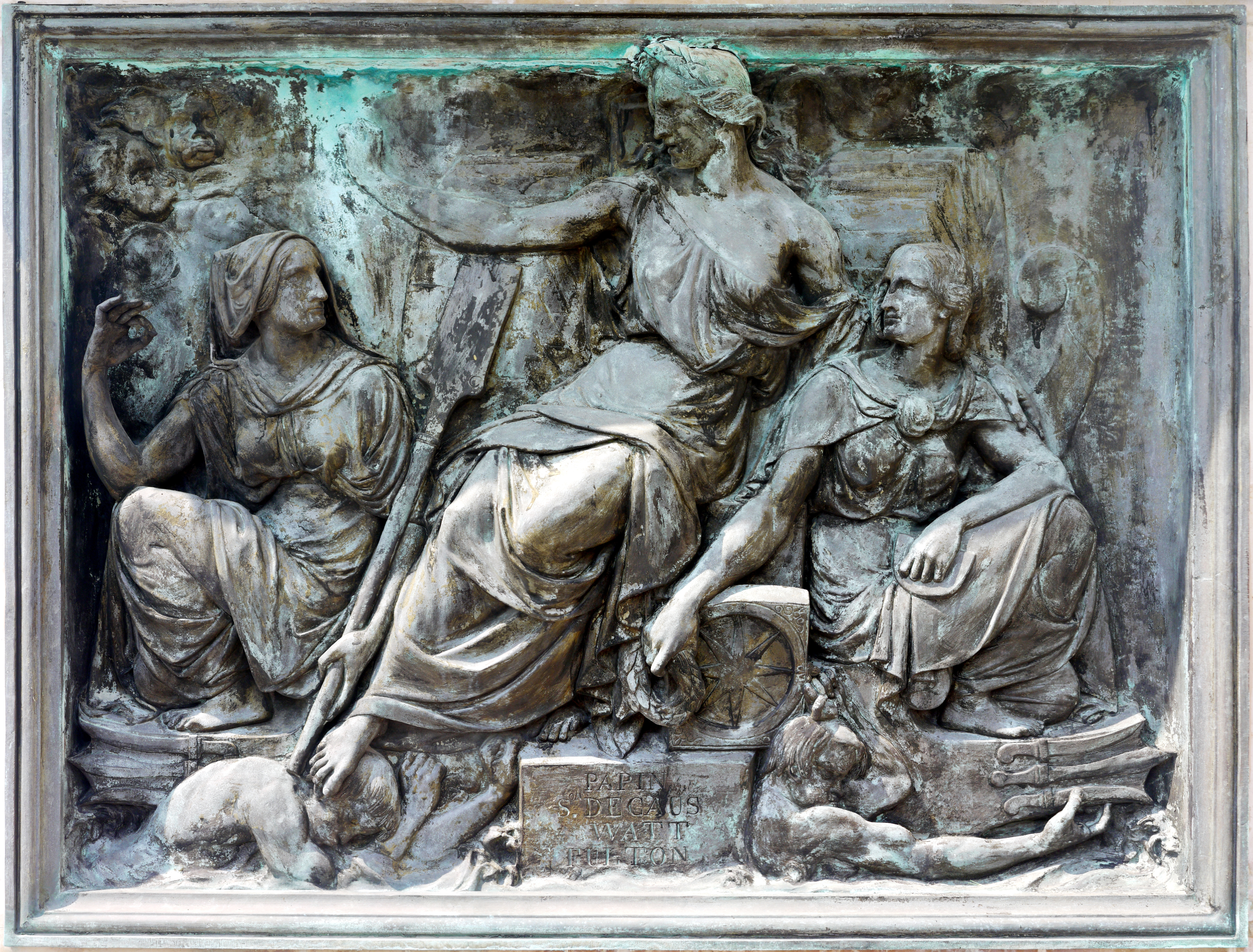
Génie de la navigation (Bas Relief côté gauche)
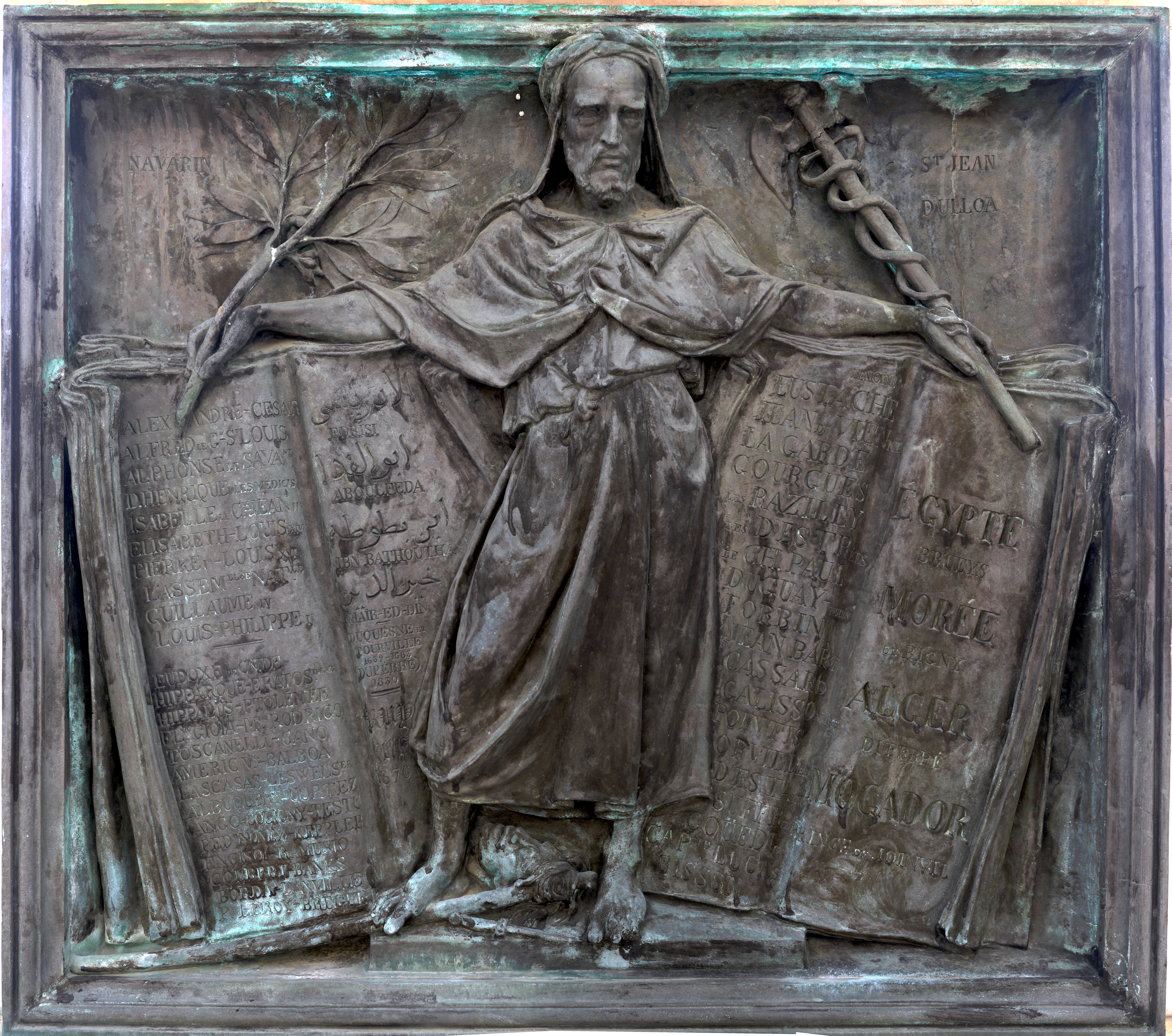
Génie de la navigation (Bas Relief derrière)